# Peter B. Lake
Peter B. Lake (...) è un astronomo amatoriale australiano.
Il Minor Planet Center gli accredita la scoperta dell'asteroide 551900 Laneways effettuata il 10 agosto 2013.